# Šitbořice
Šitbořice (en allemand : Schüttboritz) est une commune du district de Břeclav, dans la région de Moravie-du-Sud, en République tchèque. Sa population s'élevait à 2 064 habitants en 2020.

## Géographie
Šitbořice se trouve à 9 km au nord-nord-est de Hustopeče, à 24 km au sud-est de Brno, à 31 km au nord-ouest de Břeclav et à 207 km au sud-est de Prague.

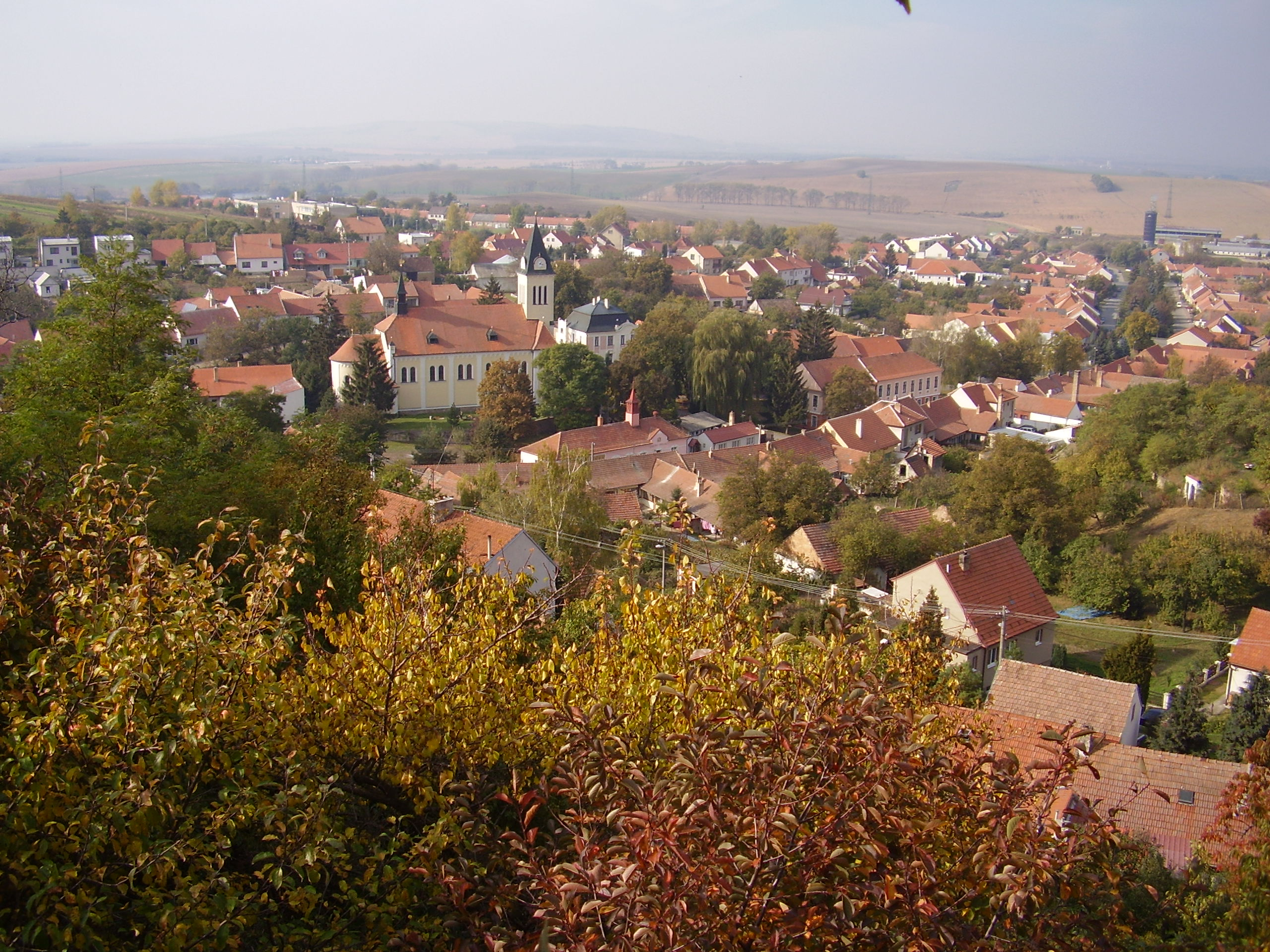
Panorama de Sitborice.

La commune est limitée par Těšany au nord, par Borkovany et Klobouky u Brna à l'est, par Diváky au sud et par Nikolčice à l'ouest.

## Histoire
La première mention écrite de la localité date de 1255.